# Alfons Maniura
Alfons Ignacy Maniura (ur. 31 lipca 1895 w Lipinach, zm. 27 marca 1942 w Konimeksie w Uzbekistanie) – polski żołnierz, uczestnik wszystkich powstań śląskich, w trzecim powstaniu był brońmistrzem i sierżantem. Walczył w I baonie pułku Gajdzika pod Górą Świętej Anny i Kędzierzynem.
Inicjator utworzenia, a następnie pierwszy prezes Klubu Sportowego Naprzód Lipiny (założonego 3 marca 1920). Po wkroczeniu armii radzieckiej na tereny II Rzeczypospolitej został wywieziony z Polski do Związku Radzieckiego, gdzie wstąpił do armii gen. Andersa w stopniu ogniomistrza. Zginął podczas walk zbrojnych. Został pochowany na cmentarzu wojennym w Konimeksie w Uzbekistanie. Odznaczony pośmiertnie Śląskim Krzyżem Powstańczym.